# Mycetia chasalioides
Mycetia chasalioides är en måreväxtart som först beskrevs av William Grant Craib, och fick sitt nu gällande namn av William Grant Craib. Mycetia chasalioides ingår i släktet Mycetia och familjen måreväxter. Inga underarter finns listade i Catalogue of Life.